# 癬
癬（tinea，ringworm）在现代医学中是用来特指由亲角蛋白的皮癬菌感染角化上皮引起的皮膚真菌病， 在《国际疾病分类ICD-10》中成为皮癣菌病。富含角蛋白的角化组织包括皮肤表层的角化层、毛发与指甲，因此常见的皮癣菌病有头癣、体癣、足癬（俗稱香港腳）、甲癬等。
有些疾病的名称也含癬字但卻不是皮癬菌病，如掌黑癣（tinea nigra）、汗癣（汗斑，tinea versicolor）、牛皮癬（psoriasis）、疥癣（scrabies）等，它们在《国际疾病分类ICD-10》中被排除在皮癣菌病B35之外。

## 历史

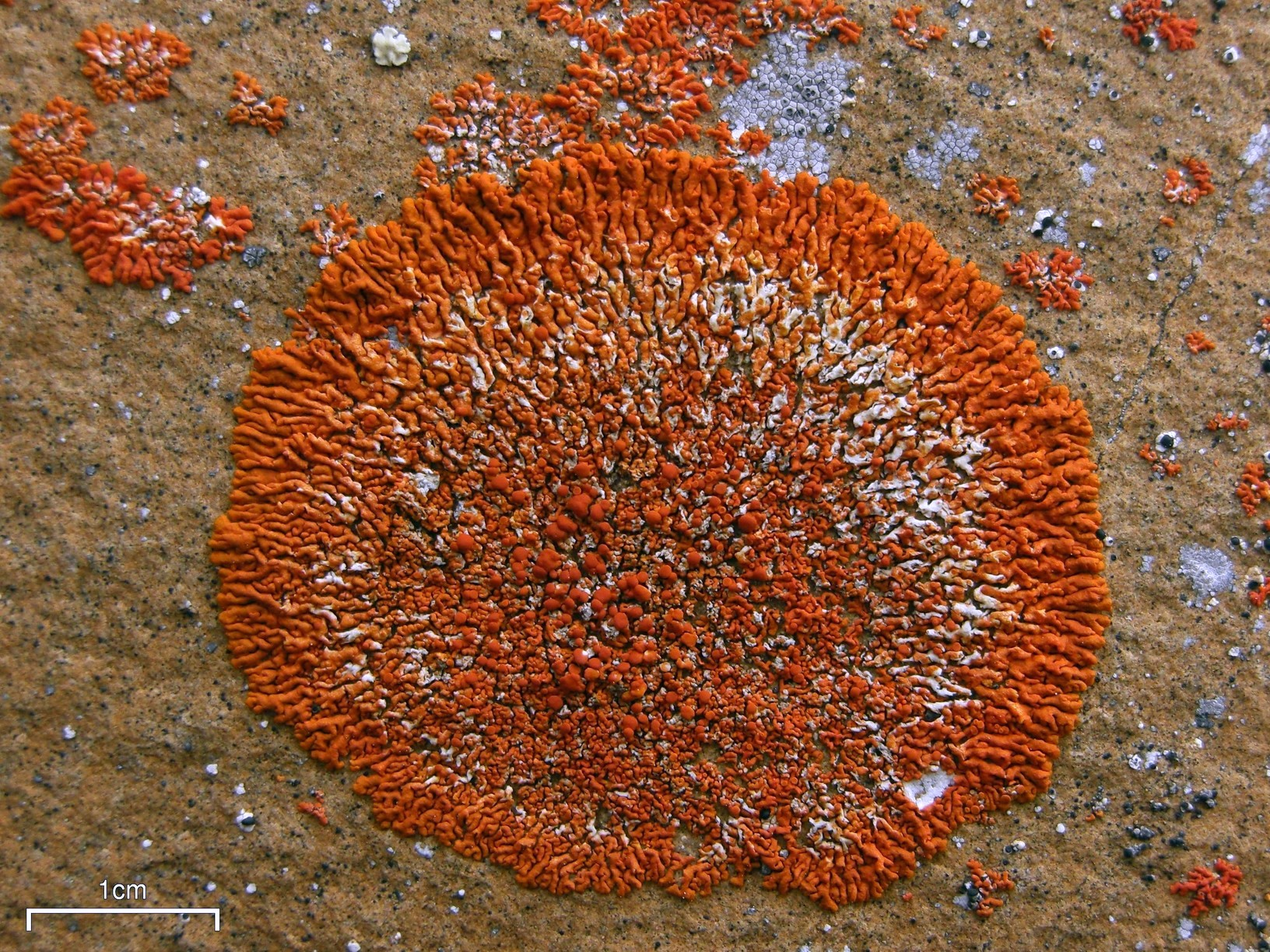
体癣与地衣的比较

尽管文化不同，癣这个名称在世界各地却有类似的定义。早在旧约《圣经》的《利未记13：39》中就有关于癣（tetter）的描述 。 在希腊-拉丁语地区，古罗马时期的盖伦（129年－200年）将任何寄生虫导致的圆形或环形的皮肤损害都叫癣（tinea）。 类似地，在斯拉夫语  和汉语地区，任何地衣样、圆形的皮肤损害叫做癣（参看图片）。在公元前4世纪中国战国时代成书的《山海经》 和隋朝的《诸病源候论》中，都有有确切的关于癣及其治疗的描述。现代医学的癣则特指由亲角蛋白的皮癣菌引起的圆形、环形或不规则型斑片状皮损 。因此，有些真菌虽然能引起皮癣样损害，甚至也使用癣作为病名，如掌黑癣（tinea nigra）、汗斑（tinea versicolor），但它们不是真正的皮癣菌病，因为这些致病菌没有特异性角蛋白亲和性。其他还有牛皮癣（psoriasis）、疥癣（scrabies），都不是皮癣菌引起的。

## 形成黴菌的有利條件
1. 潮濕環境
2. 衛生環境惡劣
3. 個人免疫力低
4. 患有某些疾病如糖尿病的患者亦較容易生癬

## 癬的種類

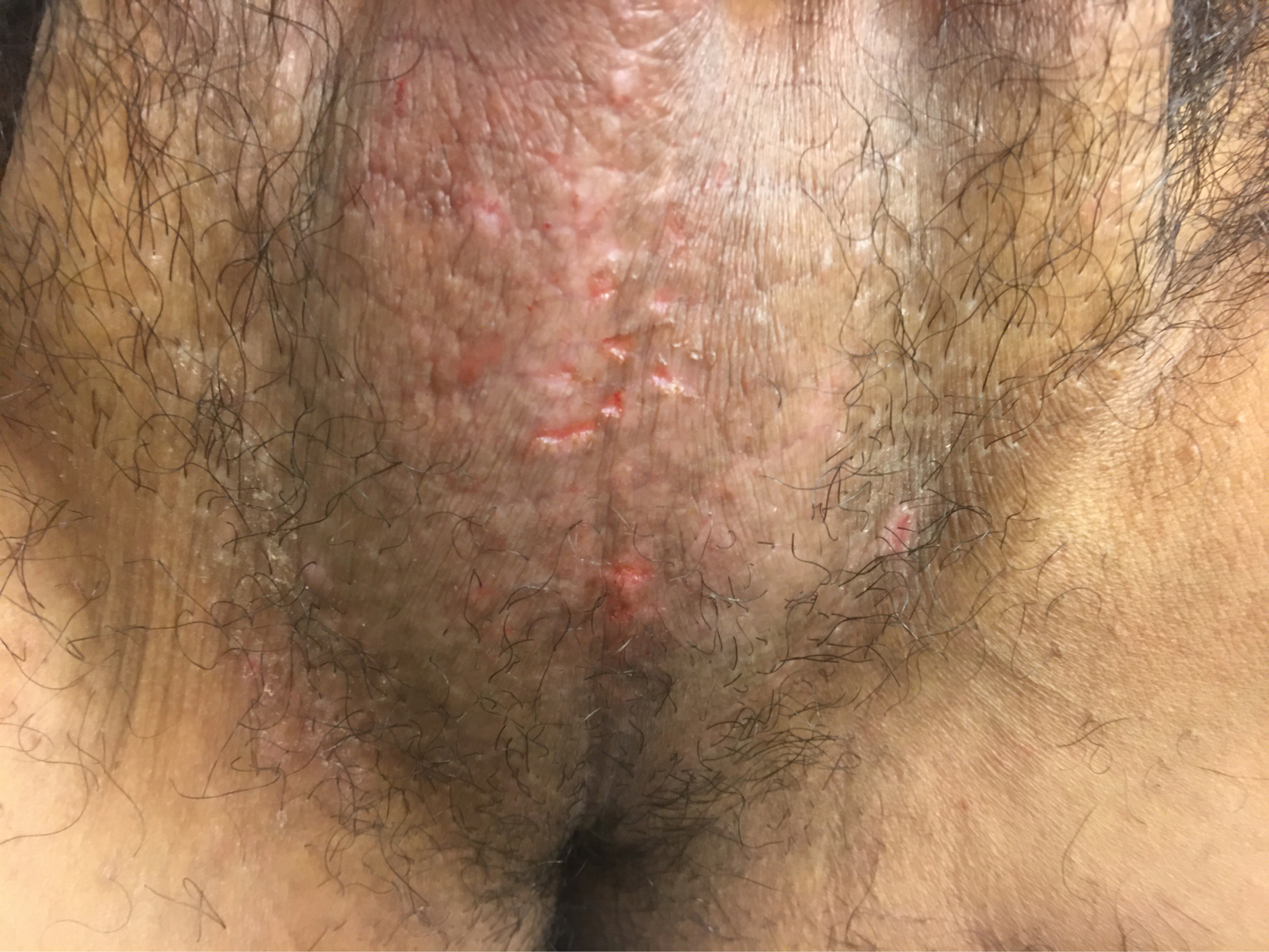
因搔抓長癬部位而造成的傷口，容易引起繼發性細菌感染

由於癬是形成在皮膚的表面，故此在身體上舉凡被皮膚覆蓋的地方都有機會生成癬，特別是皮膚比較侷促的地方如腋下、趾隙間。

常見的癬有以下各種：

1. 頭癬
2. 足癬
3. 手癬
4. 股癬
5. 體癬（英语：Tinea corporis）
6. 甲癬
7. 紅癬